# Wind River Peak
Der Wind River Peak ist mit einer Höhe von 4021 m (nach anderen Angaben 4018 m) der höchste Berg der südlichen Wind River Range im Westen des US-Bundesstaates Wyoming. Er ist Teil der kontinentalen Wasserscheide, die in Südost-Nordwest Richtung durch die Wind River Range verläuft und liegt auf der Grenze von Fremont County und Sublette County. Die Gegend um den Wind River Peak ist vollständig als Wildnis-Schutzgebiet ausgewiesen – der Berg liegt innerhalb der Grenzen der Bridger Wilderness des Bridger-Teton National Forest sowie der Popo Agie Wilderness des Shoshone National Forest. Der Wind River Peak ist der mit Abstand südlichste Viertausender des Gebirges und liegt isoliert im Südosten der Bergkette. Durch seine auffallende Form und Höhe wurde er durch Entdecker unter Ferdinand Vandeveer Hayden im Jahr 1877 als namensgebender Gipfel der Bergkette benannt. Bereits auf dem Oregon Trail stellte der Wind River Peak eine bedeutende Landmarke dar und wurde deshalb von den Siedlern auch als Great Snow Peak oder Snowy Mountain bezeichnet. Seine topographische Dominanz beträgt 56,56 km, seine Schartenhöhe mindestens 778 m, wobei jeweils die Brown Cliffs North Referenzberg sind. Nachbarberge sind East Temple Peak und Temple Peak im Westen, der Haystack Mountain im Nordwesten sowie der Mount Nystrom rund 6,5 km südlich. In einem Kar in der Nordostflanke des Berges befindet sich der Wind River Glacier.

## Belege
1. 1 2 3  Wind River Peak - Peakbagger.com. Abgerufen am 14. November 2023.
2. ↑  Wind River Peak. In: Geographic Names Information System. Abgerufen am 14. November 2023.
3. 1 2  Wind River Peak : Climbing, Hiking & Mountaineering : SummitPost. Abgerufen am 14. November 2023.
4. ↑  Wind River Peak | Natural Atlas. Abgerufen am 14. November 2023 (englisch).